# Arch (Berna)
Arch és un municipi del cantó de Berna (Suïssa), situat al districte administratiu del Seeland.
L'escut de la ciutat té, sobre un fons blau, una arca daurada, damunt la qual hi ha un colom volador amb una branca d'olivera verda. El motiu va aparèixer per primera vegada cap al 1900, la versió actual data del 1946.